# Frederick Parks
Frederick Mostyn "Fred" Parks (1885–1945) fue un boxeador británico. Obtuvo una medalla de bronce en la categoría de peso pesado durante los Juegos Olímpicos de Londres 1908. 